# ペピーノ
ペピーノ（Solanum muricatum Ait.; シノニム: S. guatamalense Hort.）あるいはペピノは、ナス目ナス科ナス属の多年生の植物。果実は多汁で甘く芳香があり、生でスライスして食用とする。原産地は南アメリカで、古代からアンデス山脈一帯の地域で栽培されている。チリやニュージーランドで品種改良がおこなわれた。

## 語源
原産地エクアドルの公用語であるスペイン語ではペピーノのことをペピーノ・ドゥルセ（pepino dulce）といい、「ペピーノ」は「キュウリ」、「ドゥルセ」は「甘い」という意味である。また、英語では、melon pear, pear melon, melonshrub, sweet cucumberとも呼ばれる。いずれも、ペピーノの味や香りがキュウリやメロン、ナシに似ていることから名づけられた。

## 形態
草姿は叢生が主であり、茎は木化し、小潅木となる。葉は楕円形で互生する。花は房状に10花程度をつけ、そのうち1 - 3が結実する。
果実は漿果（液果）で、色はクリーム色で紫色の縦じまが入る品種が多い。
品種にもよるが、紫のしまが増えほぼ紫一色になったころが食べごろである。

## 栽培
種子の発芽率が悪いことや、品種が固定されておらず種子繁殖による後代は形質が多様化することから、挿し木で増殖する。生育適温はアンデスの高地のような日中20 - 25℃、夜間8 - 15℃で、30℃以上の高温には弱く国内の場合、特に真夏の直射日光が当たると葉焼けを起こすことがあるので遮光などが必要。低温には比較的強く、気温が零下にならなければ越冬できるが、霜には弱い。多年生の植物ではあるが霜や病害虫に弱いため、栽培上では一年生作物として栽培される。温室で栽培されることも多い。
温室管理や室内管理で越冬させた場合は、他のナス科の作物同様、連作障害の問題が付きまとうので土壌消毒やコンパニオンプランツの導入などの対策が必要となってくる。秋季（9 - 10月上旬）頃に挿し木苗を作り、これを越冬管理することで、株の更新による連作障害防除および親株が枯れてしまった際の保険とすることも可能なことから挿し木による繁殖が最も無難である。実生の場合は春撒きとなるが、発芽率が低めなうえ上記の通り親株と異なる形質の物になるなどの問題が付きまとう。
草花の苗などに比べ肥料を多めに欲す。特に実を収穫するのが主な目的なので花芽が付き始める時期のリン酸肥料が重要となる。
ペピーノは脇芽が出やすい植物で、放っておくとほぼすべての節から脇芽（不定芽）が伸びてくるが、これを放置しておくと花付き、実付きが悪くなるので通常は3本仕立てもしくは品種によっては1本仕立てにする。
過湿を嫌うので水の与えすぎには注意を要する。日本の場合、梅雨期があるので特にこの時期は気を付けた方が良い。葉が若干水枯れし始めてきたら、株元に水を少しだけ入れるくらいでも良い。また実が出来始めてからは、こうした方がより糖度の高い果実を得られる。乾燥気味に管理していたところに降雨などで多くの水が入ると株が一気に大量の水を吸い上げてしまい、これが原因で実が割れることもある。（ただし割れてしまっても食用にすることは可能）
比較的深めに根を張る植物なので鉢植えの際は、深鉢を使用し水はけを重視し鉢底石の量や用土の種類などを調整すると良い。

## 品種
数々の品種がこれまでに出ているが、日本国内では2021年現在は主にロイヤルカスタードという品種がメインであり、これ以外の品種の流通は希であり入手困難となっている。
ロイヤルカスタード
生食やサラダなどに向く。鉢植えでもよく結実し栽培しやすい。2021年現在、国内のメインの品種。果実の成熟度が見た目にわかりやすく、果実に濃い紫色の縞が入ったら収穫すると良い。収穫後はなるべく早めに食す。日を置くと縞模様が薄くなってくるがこうなるとエグ味が出て美味しくなくなる。
アップリンミミー
生食や観賞用。果実のヘタの部分がへこみ、先端部分がとがるためハート形に見える。このため観賞価値も高い。リンゴのような香りの果実でこれが品種名の由来となっている。中生種。
モンローダンス
フルーツというよりは野菜という面が強い品種。炒め物や漬物などに適した品種であり、漬物にする場合は未熟果を使うと良い。他品種に比べ、やや縦長の形状の果実が特徴的である。
ロイヤル
生食の他、ジャムにも適した品種。早生種。
フィリー
主に観賞用とされる品種。
ハローイブニング
生食やスイーツに向く。オレンジ色の果肉の品種。晩生種。
エルカミーノ
果実の先端がとがり紫色の縞模様が目立つ果実をつける。ニュージーランドの普及種のひとつ。早生種。
ミスキ
糖度が高く、豊産生。ニュージーランドの普及種のひとつ。早生種。
ゴールドNo.1
生食から炒め物など幅広く使える万能種。糖度も高く豊産生であり、育てやすい早生種。
ゴールドボーイ
ゴールドNo.1の改良種。糖度がさらに高くよりフルーティーな食感。晩生種。

## 画像

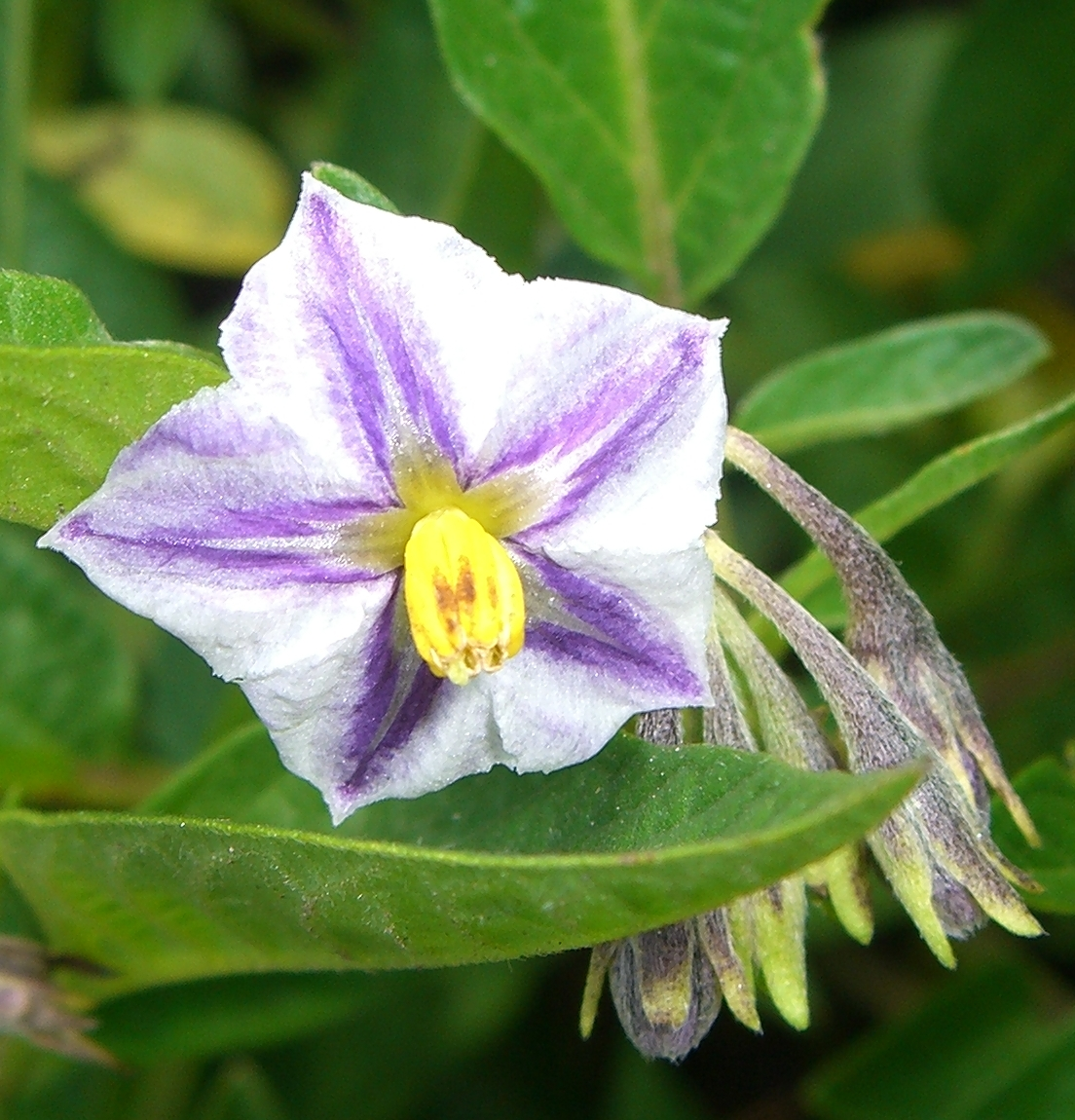
花と蕾
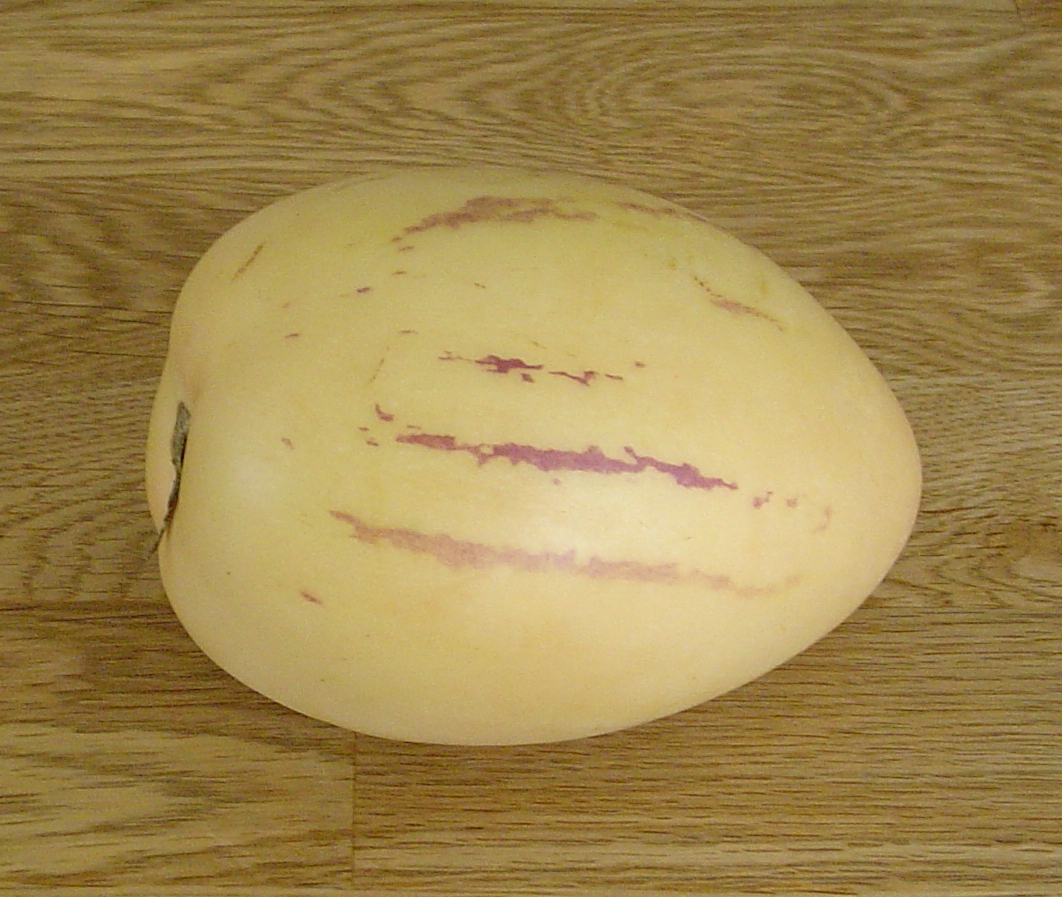
果実
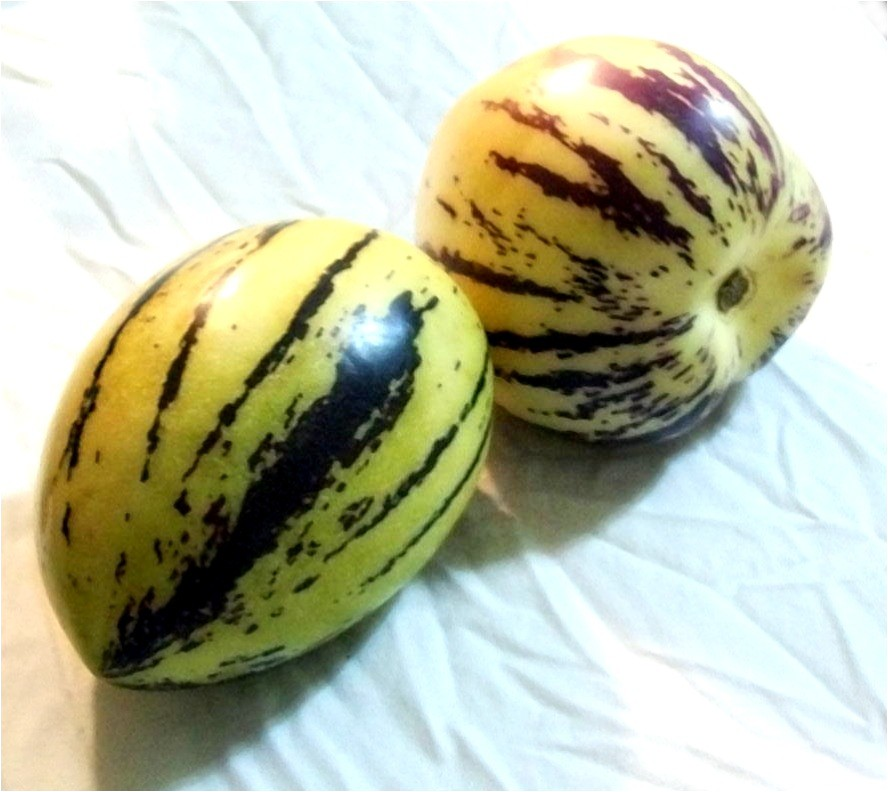
果実
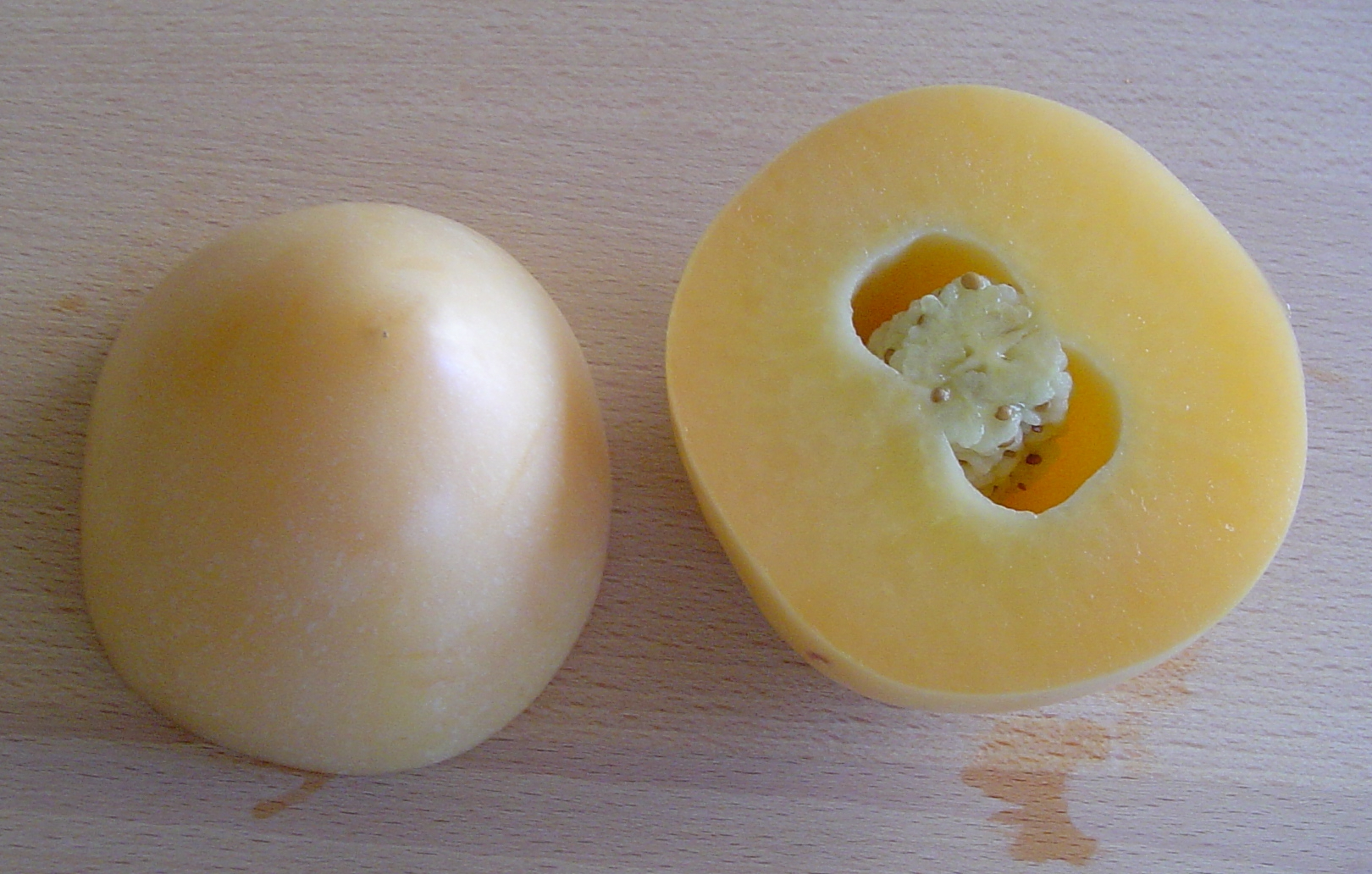
果実の断面（輪切り）
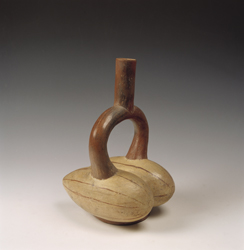
ペピーノを象った鐙型注口土器（モチェ文化）

## その他
- 『ザ・バックヤード 知の迷宮の裏側探訪』「東京農業大学 厚木キャンパス」（NHKEテレ、2025年7月9日付）でペピーノ研究が紹介された。